# We're All Somebody from Somewhere
We're All Somebody from Somewhere é o primeiro álbum de estúdio solo do cantor e compositor norte-americano Steven Tyler, lançado em 15 de julho de 2016 pela Dot Records, marca da gravadora Big Machine Label Group. O trabalho levou cerca de um ano para ser concluído e, diferentemente de tudo o que já foi feito com o Aerosmith, banda da qual Tyler é vocalista, o CD é voltado para o country.

## História
Em março de 2015, Steven Tyler anunciou que estava se mudando para Nashville, Tennessee, para escrever novas músicas com os artistas que residem na cidade. Surgiram boatos de que o cantor estaria em negociações com a Big Machine Label Group e o seu presidente, Scott Borchetta, para a gravação de um álbum solo country, algo bem distante do que o músico faz com sua banda Aerosmith, na ativa desde 1970. Em abril, o cantor oficializou a informação e anunciou o primeiro trabalho solo de sua já extensa carreira.
De início, o trabalho (ainda sem título) seria lançado no final de 2015, mas foi adiado para fevereiro de 2016 e, por fim, julho do mesmo ano. O primeiro single, Love Is Your Name, foi liberado em 13 de maio de 2015 e foi bem recebido pelas críticas e pelos fãs, alcançando as posições mais altas das paradas country do mundo. O clipe da canção foi apresentado no programa matutino Good Morning America em 3 de julho e também foi um grande sucesso.
Depois de um tempo trabalhando no disco, Steven lançou o segundo single, Red, White & You, em 22 de janeiro de 2016. A nova música não fez o mesmo sucesso da anterior, mas teve ampla divulgação em grandes programas de TV e de rádio norte-americanos, especialmente por seu apelo patriota. Tyler começou a divulgação oficial do trabalho, aparecendo no festival iHeartCountry, no The Late Show with Stephen Colbert, na CNN e no The Ellen DeGeneres Show. Foi neste último que o cantor finalmente revelou a capa e o nome do álbum, que viria a se chamar We're All Somebody from Somewhere.
A divulgação do tracklist oficial veio em 24 de junho, junto com o lançamento do terceiro single, a faixa-título que deu nome ao disco, We're All Somebody from Somewhere. No mesmo dia, o músico apresentou-se ao vivo no Today Show, cantando a nova canção, o cover de Piece of My Heart, inspirado em Janis Joplin, e o clássico Cryin', do Aerosmith.
Em 15 de julho de 2016, o álbum foi lançado, revelando músicas de country contemporâneo em meio a solos de guitarra e outros instrumentos típicos do gênero musical. A faixa Hold On (Won't Let Go) logo foi escolhida como tema oficial da Professional Bull Riders, a maior liga de montaria de touros do mundo, com Steven Tyler participando de um comercial gravado no deserto de Nevada.

## Crítica
| Críticas profissionais | Críticas profissionais |
| Pontuações agregadas   | Pontuações agregadas   |
| Fonte                  | Avaliação              |
| ---------------------- | ---------------------- |
| Metacritic             | 62/100                 |
| Avaliações da crítica  |                        |
| Fonte                  | Avaliação              |
| Allmusic               | [ 13 ]                 |
| The Independent        | [ 14 ]                 |
| USA Today              | [ 15 ]                 |
| Rolling Stone          | [ 16 ]                 |
| The Observer           | [ 17 ]                 |
| Slant Magazine         | [ 18 ]                 |
| Entertainment Weekly   | B+                     |

We're All Somebody from Somewhere recebeu, em sua maioria, críticas mistas e favoráveis. No Metacritic o álbum atingiu 62 pontos de 100, o que indica que a crítica geral foi favorável. As estrelas de críticos especializados girou em torno de 3 estrelas de 5, na maioria dos casos.
Para o Entertainment Weekly, "é uma boa surpresa que a aventura de Steven Tyler pelo gênero [country] saia tão orgânica, bem como uma roupa emprestada que fica perfeita e confortável no corpo".
Para o The Boston Globe, "a maior parte do álbum soa consistente, até mesmo orgânico. Tyler, co-autor de todo o material mais poderoso do disco, prova que é um grande contador de histórias com o dom da melodia".
Apesar de boas críticas, a Slant Magazine também disse que o álbum é um "documento que prova que Tyler está disposto a entrar em outros mares, mesmo que superficialmente, para continuar comercialmente relevante".
O The Independent criticou a suposta falta de originalidade, dizendo que "os conceitos de 'Red, White & You' e 'Sweet Louisiana' já são conhecidos, assim como o hino 'Janie's Got a Gun', que só ajuda a aprofundar o melodrama". A publicação também destaca que o disco deve agradar os fãs de Tyler, mas que, para o público comum, passa despercebido.

## Faixas
| N.º            | Título                                | Compositor(es)                                       | Duração |  |
| 1.             | "My Own Worst Enemy"                  | Steven Tyler, Brad Warren, Brett Warren              | 5:11    |  |
| 2.             | "We're All Somebody from Somewhere"   | Tyler, Jaren Johnston                                | 2:57    |  |
| 3.             | "Hold On (Won't Let Go)"              | Tyler, Jason Boyd, Jared Gutstadt, Jeff Peters       | 2:53    |  |
| 4.             | "It Ain't Easy"                       | Tyler, Cary Barlowe, Nathan Barlowe, Hillary Lindsey | 4:05    |  |
| 5.             | "Love Is Your Name"                   | Lindsey Lee, Eric Paslay                             | 3:30    |  |
| 6.             | "I Make My Own Sunshine"              | Alyssa Bonagura                                      | 3:01    |  |
| 7.             | "Gypsy Girl"                          | Tyler, Ross Copperman, David Hodges                  | 4:29    |  |
| 8.             | "Somebody New"                        | Tyler, Brett James, Lindsey, Troy Verges             | 4:11    |  |
| 9.             | "Only Heaven"                         | Tyler, Rhett Akins, Chris DeStefano                  | 3:24    |  |
| 10.            | "The Good, the Bad, the Ugly & Me"    | Tyler, Brad Warren, Brett Warren                     | 3:28    |  |
| 11.            | "Red, White & You"                    | Tyler, Nathan Barlowe, Levi Hummon, Jon Vella        | 3:02    |  |
| 12.            | "Sweet Louisiana"                     | Tyler, Cary Barlowe, Nathan Barlowe, Lindsey         | 3:02    |  |
| 13.            | "What Am I Doin' Right?"              | Tyler, Brad Warren, Brett Warren                     | 3:25    |  |
| 14.            | "Janie's Got a Gun"                   | Tyler, Tom Hamilton                                  | 3:29    |  |
| 15.            | "Piece of My Heart" (com Loving Mary) | Bert Berns, Jerry Ragovoy                            | 4:22    |  |
| Duração total: | Duração total:                        | Duração total:                                       | 54:29   |  |

## Desempenho nas paradas e vendas

### Picos
| Parada                            | Posição |
| --------------------------------- | ------- |
| US Top Country Albums (Billboard) | #1      |
| UK Top Country Albums (OCC)       | #1      |
| Suíça (Schweizer Hitparade)       | #14     |
| US Billboard 200                  | #19     |
| Canadian Albums (Billboard)       | #21     |
| Alemanha (Offizielle Top 100)     | #32     |
| Escócia (OCC)                     | #35     |
| Austrália (ARIA)                  | #37     |
| Áustria (Ö3)                      | #39     |
| Reino Unido (OCC)                 | #67     |
| França (SNEP)                     | #117    |
| Bélgica (Ultratop Wallonia)       | #156    |

We're All Somebody from Somewhere foi relativamente bem em sua primeira semana, vendendo mais de 18 mil cópias apenas nos Estados Unidos, o que levou o álbum à primeira colocação da parada country da Billboard e ao 19º lugar da principal parada musical do mundo, a Billboard Hot 200. Em comparação com o último álbum de Steven no Aerosmith, o Music from Another Dimension!, seu trabalho solo vendeu 45 mil cópias a menos em território americano.